# Славе Георго Димоски
Славе Георго Димоски (на македонска литературна норма: Славе Ѓорѓо Димоски) е поет от Северна Македония.

## Биография
Роден е в охридското село Велестово в 1959 година. Завършва Филологическия факултет „Блаже Конески“ на Скопския университет. Работи като учител по македонски език и литература. Член е на дружеството Независими писатели на Македония.

## Творчество
- Гравири (1979)
- Проект (1982)
- Студен порив (1985)
- Последните ракописи (1988)
- Спореден пат (1991)
- Предмети и аргументи (1994)
- Анабаза (1994)
- Форми на страста (1998 и 1999)
- Темно место (1999)
- Мерач на зборовите (2007)
- Поле. Бојно поле? (2008)
- Мајчин јазик
- Поезија-ткаења (2014)
- Кумова слама (2018) – награда „Антево перо“

Димоски пише и поезия за деца. Влиза в много антологии и е превеждан на други езици.